# Loubédat
Loubédat är en kommun i departementet Gers i regionen Occitanien i sydvästra Frankrike. Kommunen ligger i kantonen Nogaro som tillhör arrondissementet Condom. År 2022 hade Loubédat 111 invånare.

## Befolkningsutveckling
Antalet invånare i kommunen Loubédat
Referens:INSEE